# Arthrolips picea
Arthrolips picea is een keversoort uit de familie molmkogeltjes (Corylophidae). De wetenschappelijke naam van de soort werd in 1837 gepubliceerd door Kunze.